# Brantford Lions
Brantford Lions byl kanadský juniorský klub ledního hokeje, který sídlil v Brantfordu v provincii Ontario. V letech 1941–1944 působil v juniorské soutěži Ontario Hockey Association (později Ontario Hockey League). V roce 1943 se zúčastnil finále o J. Ross Robertson Cup, ve kterém podlehl klubu Oshawa Generals.
Nejznámější hráči, kteří prošli týmem, byli např.: Bill Quackenbush, Leo Gravelle nebo Howie Meeker.

## Přehled ligové účasti
Zdroj: 
- 1941–1944: Ontario Hockey Association